# سورة البينة
سورة البينة هي سورة مدنية، من المفصل، آياتها 8، وترتيبها في المصحف 98، في الجزء الثلاثين، بدأت بأسلوب نفي ﴿لَمْ يَكُنِ الَّذِينَ كَفَرُوا مِنْ أَهْلِ الْكِتَابِ وَالْمُشْرِكِينَ مُنْفَكِّينَ حَتَّى تَأْتِيَهُمُ الْبَيِّنَةُ ۝١﴾ [البينة:1]، نزلت بعد سورة الطلاق.

## تسميتها وآياتها
سميت هذه السورة بـــ(البينة)، واسمها مأخوذ من الآية الأولى التي تبتدئ بها حيثُ قوله:﴿حَتَّى تَأْتِيَهُمُ الْبَيِّنَةُ﴾، كما تسمّى أيضاً بسورة(لم يكن)، وسورة البريّة وسورة القيّمة، لمناسبة أنّ هذه الكلمات وردت في آياتها. وذُكر أيضاً أنها تسمى بسورة القيامة وسورة البلد وسورة المنفكين.
والبينة، بمعنى: الحجة الواضحة، وهو الرسول محمد، وقيل: أنّ المراد من البينة مطلق الرسل، وقيل أيضاً: المراد بها القرآن الكريم. وآياتها (8)، تتألف من (94) كلمة في (412) حرف. وتعتبر من حيث المقدار من السور المفصلات، أي: السور التي لها آيات متعددة وصغيرة.

## نظرة عامة
تسمى سورة البينة أيضا سورة لم يكن وتعالج السورة القضايا الآتية: موقف أهل الكتاب من رسالة محمد ﷺ، موضوع إخلاص العبادة لله تعالى، ومصير السعداء والأشقياء في الآخرة، وقد ابتدأت السورة بالحديث عن اليهود والنصارى وتكذيبهم لدعوة الرسول  مع علمهم بصدق نبوته، ثم تحدثت عن إخلاص العبادة لله الذي أمر به جميع الأديان وإفراده تعالى والتوجه له بكافة الأقوال والأفعال، وأخيرا تحدثت عن مصير أهل الكتاب والمشركين وخلودهم في نار جهنم ومصير المؤمنين وخلودهم الأبدي في الجنة.

## مكان النزول
هذه السورة معدودة في المصحف وفي أكثر الروايات أنها مدنية، وقد وردت بعض الروايات بمكيتها، ومع رجحان مدنيتها من ناحية الرواية، ومن ناحية أسلوب التعبير التقريري، فإن كونها مكية لا يمكن استبعاده. وذكر الزكاة فيها وأهل الكتاب لايعتبر قرينة مانعة. فقد ورد ذكر أهل الكتاب في بعض السور المقطوع بمكيتها. وكان في مكة بعض أهل الكتاب الذين آمنوا. وبعضهم لم يؤمنوا. كما في نصارى نجران وفدوا على الرسول في مكة وآمنوا كما هو معروف. وورد ذكر الزكاة كذلك في سور مكية.

## معاني الكلمات
- منفكّين: مزايلين ما هم عليه من الدين.
- تأتيَهُم البيّنة: الحجة الواضحة وهي الرسول.
- صحفا: مكتوبا فيها القرآن العظيم.
- مطهّرة: منزهة عن الباطل والشبهات.
- فيها كتب: آيات وأحكام مكتوبة.
- قيّمة: مستقيمة حقة عادلة محكمة.
- ما تفرق: في الرسول بين مؤمن وجاحد.
- جاءتهم البينة: بالهدى وكان الحق أو لا يتفرقوا.
- الدين: العبادة.
- حُنفاء: مائلين عن الباطل إلى الإسلام.
- دين القيمة: الملة المستقيمة أو الكتب القيمة.
- البَريّة: الخلائق أو البشر.

## تفسير السورة الكريمة
لم يكن الذين كفروا من: للبيان، أهل الكتاب والمشركين: أي عبدة الأصنام عطف على أهل، منفكين: خبر يكن أي زائلين عما هم عليه، حتى تأتيهم: أي أتتهم، البينة: أي الحجة الواضحة وهي محمد ﷺ، رسول من الله: بدل من البينة وهو النبي محمد صلى الله عليه وسلم، يتلو صحفا مطهرة: من الباطل، فيها كتب: أحكام مكتوبة، قيمة: مستقيمة أي يتلو مضمون ذلك وهو القرآن فمنهم من آمن به ومنهم من كفر، وما تفرق الذين أوتوا الكتاب: في الإيمان به صلى الله عليه وسلم، إلا من بعد ما جاءتهم البينة: أي هو ﷺ أو القرآن الجائي به معجزة له وقبل مجيئه ﷺ كانوا مجتمعين على الإيمان به إذا جاء فحسده من كفر به منهم، وما أمروا: في كتابيهم التوراة والانجيل، إلا ليعبدوا الله: أي أن يعبدوه فحذفت أن وزيدت اللام، مخلصين له الدين: من الشرك، حنفاء: مستقيمين على دين إبراهيم ودين محمد إذا جاء فكيف كفروا به، ويقيموا الصلاة ويؤتوا الزكاة وذلك دين: الملة، القيمة: المستقيمة، إن الذين كفروا من أهل الكتاب والمشركين في نار جهنم خالدين فيها: حال مقدرة أي مقدرا خلودهم فيها من الله تعالى أولئك هم شر البرية، إن الذين آمنوا وعملوا الصالحات أولئك هم خير البرية: الخليقة، جزاؤهم عند ربهم جنات عدن: إقامة، تجري من تحتها الأنهار خالدين فيها أبدا رضي الله عنهم: بطاعته، ورضوا عنه: بثوابه، ذلك لمن خشي ربه: خاف عقابه فانتهى عن معصيته تعالى.